# Valle de Guadalupe
Valle de Guadalupe är en ort i Mexiko.   Den ligger i kommunen Valle de Guadalupe och delstaten Jalisco, i den centrala delen av landet, 400 km väster om huvudstaden Mexico City. Valle de Guadalupe ligger 1 826 meter över havet och antalet invånare är 4 397.
Terrängen runt Valle de Guadalupe är huvudsakligen platt, men västerut är den kuperad. Valle de Guadalupe ligger nere i en dal. Runt Valle de Guadalupe är det ganska tätbefolkat, med 62 invånare per kvadratkilometer. Valle de Guadalupe är det största samhället i trakten. I omgivningarna runt Valle de Guadalupe växer huvudsakligen savannskog.